# Kurówka
Kurówka és un riu del sud-est de Polònia, afluent directe del riu Vístula. La seva llargada és d'aproximadament 50 quilòmetres i la seva conca cobreix aproximadament 395,4 km²;. La seva font està situada prop del poble de Piotrowice Wielkie i s'uneix amb el Vistula a Puawy. Entre els pobles notables situats al llarg del riu trobem Garbów, Markuszów, Kurów i Końskowola.
Atès que la planta de producció de nitrogen de Puawy utilitza el riu com la font principal d'aigua, aquesta es canalitzava i estava separada de Vistula per un sistema de preses i rescloses. A part de corrents més petits, el riu té dos afluents principals: l'afluent dret, anomenat Biaka (de vegades també hom es refereix a ell com Bielkowa), i l'afluent esquerre anomenat Garbówka (de vegades anomenat Struga Kurowska).

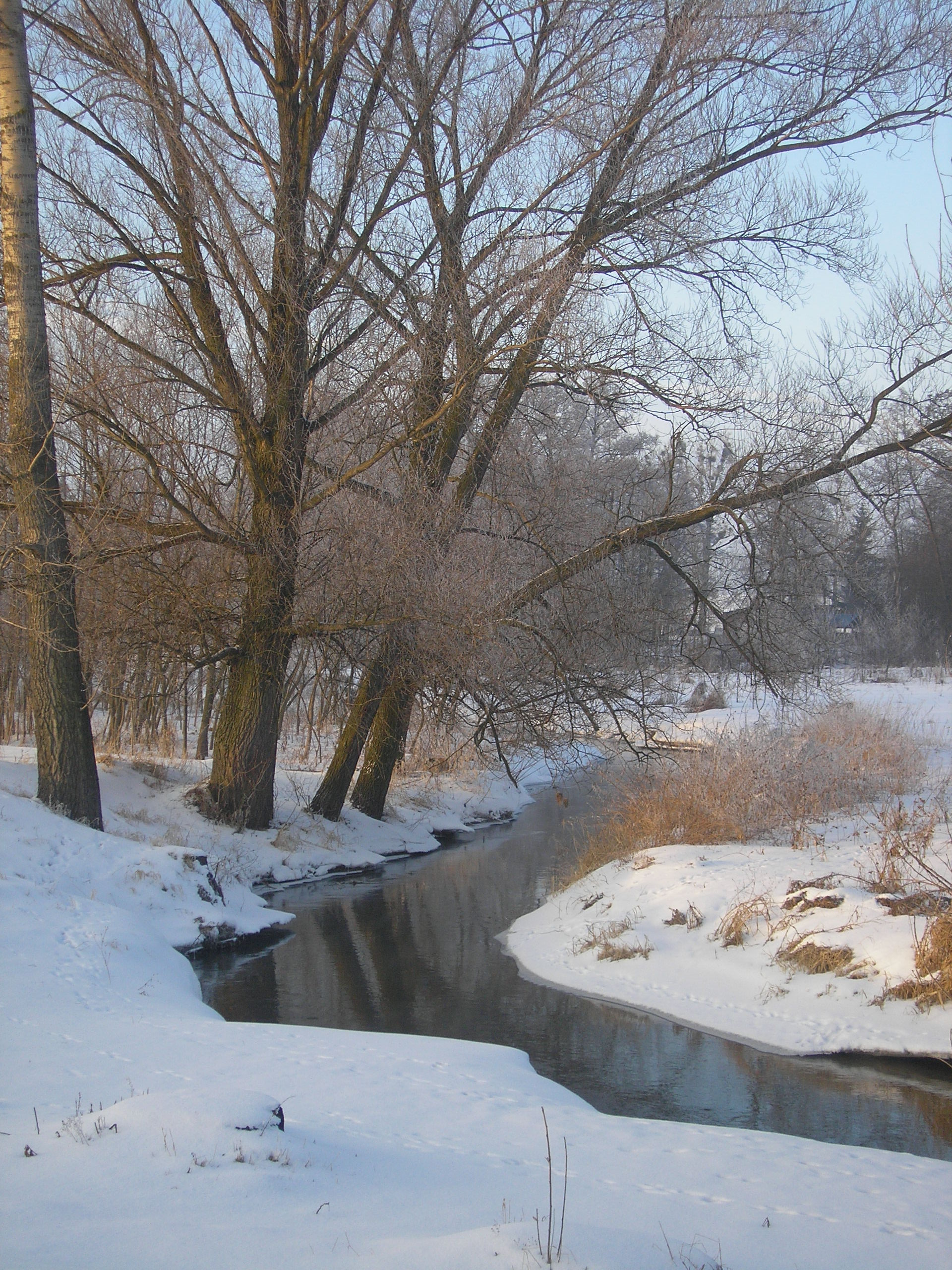
Kurówka a Chrząchów